# Vapara fasciata
Vapara fasciata là một loài bướm đêm trong họ Noctuidae.